# Xestocephalus osborni
Xestocephalus osborni är en insektsart som beskrevs av Baltasar Merino 1936. Xestocephalus osborni ingår i släktet Xestocephalus och familjen dvärgstritar. Inga underarter finns listade i Catalogue of Life.